# 粉红凤头鹦鹉
粉红凤头鹦鹉（學名：Eolophus roseicapilla），又称玫瑰凤头（巴丹）鹦鹉、贾拉凤头（巴丹）鹦鹉、桃色凤头（巴丹）鹦鹉。体长约35厘米，寿命可达40年。

## 描述
粉红凤头鹦鹉暗粉红色，前额、头颈部为白色参杂粉红色，翅膀以及尾巴为灰色；下腹部、臀部以及尾巴上方的内侧羽毛均为灰白色，鸟喙腊白色，成年雄鸟及幼鸟虹膜为暗棕色，雌鸟则为红综色。
体重约328克，翼长约25.62厘米，喙宽度约18.6毫米，喙厚度约27.7毫米，嘴峰长约31.1毫米，跗蹠长约23毫米，尾长约13.68厘米。
野生的粉红凤头鹦鹉是留鸟，栖息在林地、森林、草地、半干旱地区，它们是植食性动物，食物包括种子、谷类、核果、水果、浆果、坚果、向日葵、草根、昆虫。

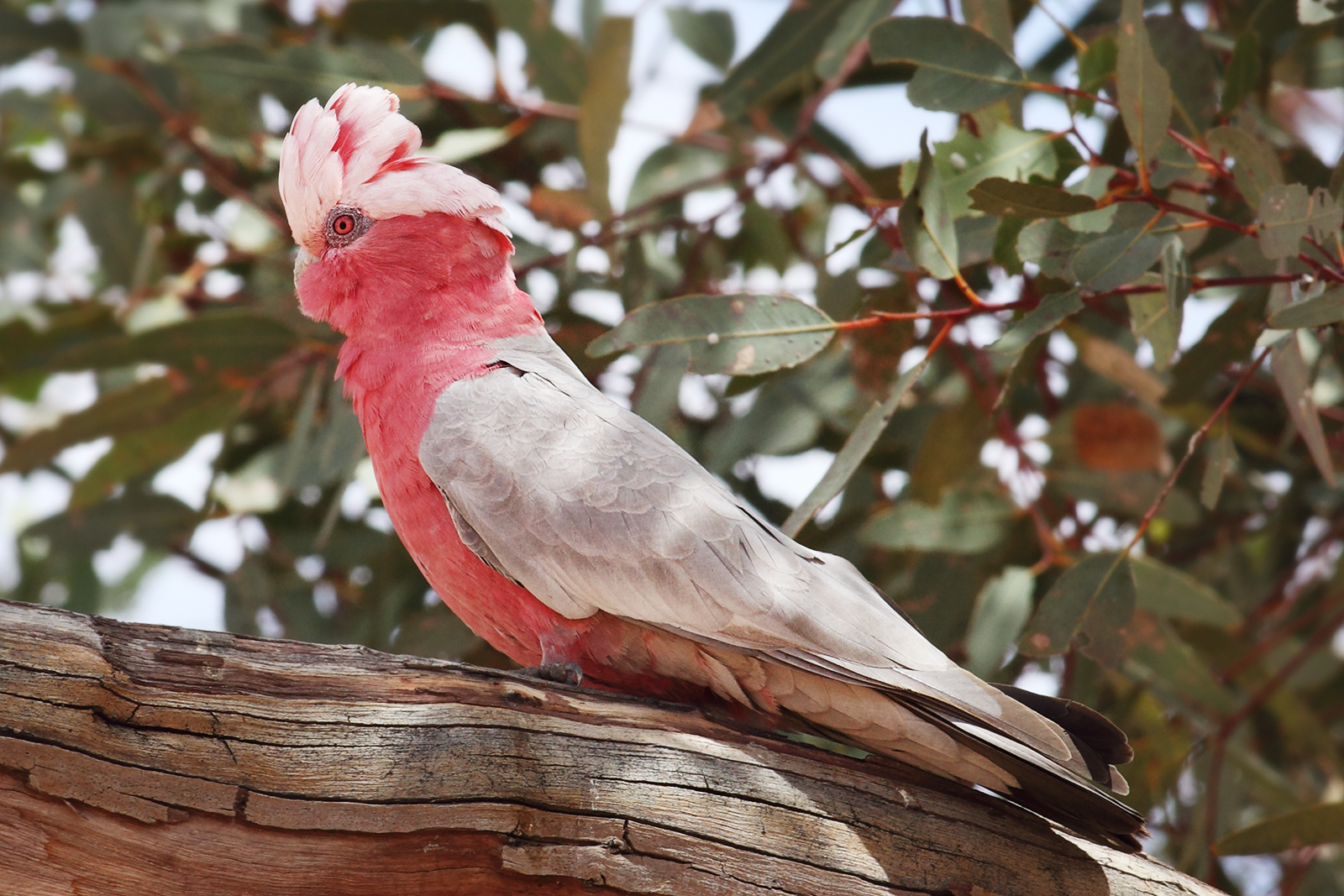
雌鳥外貌
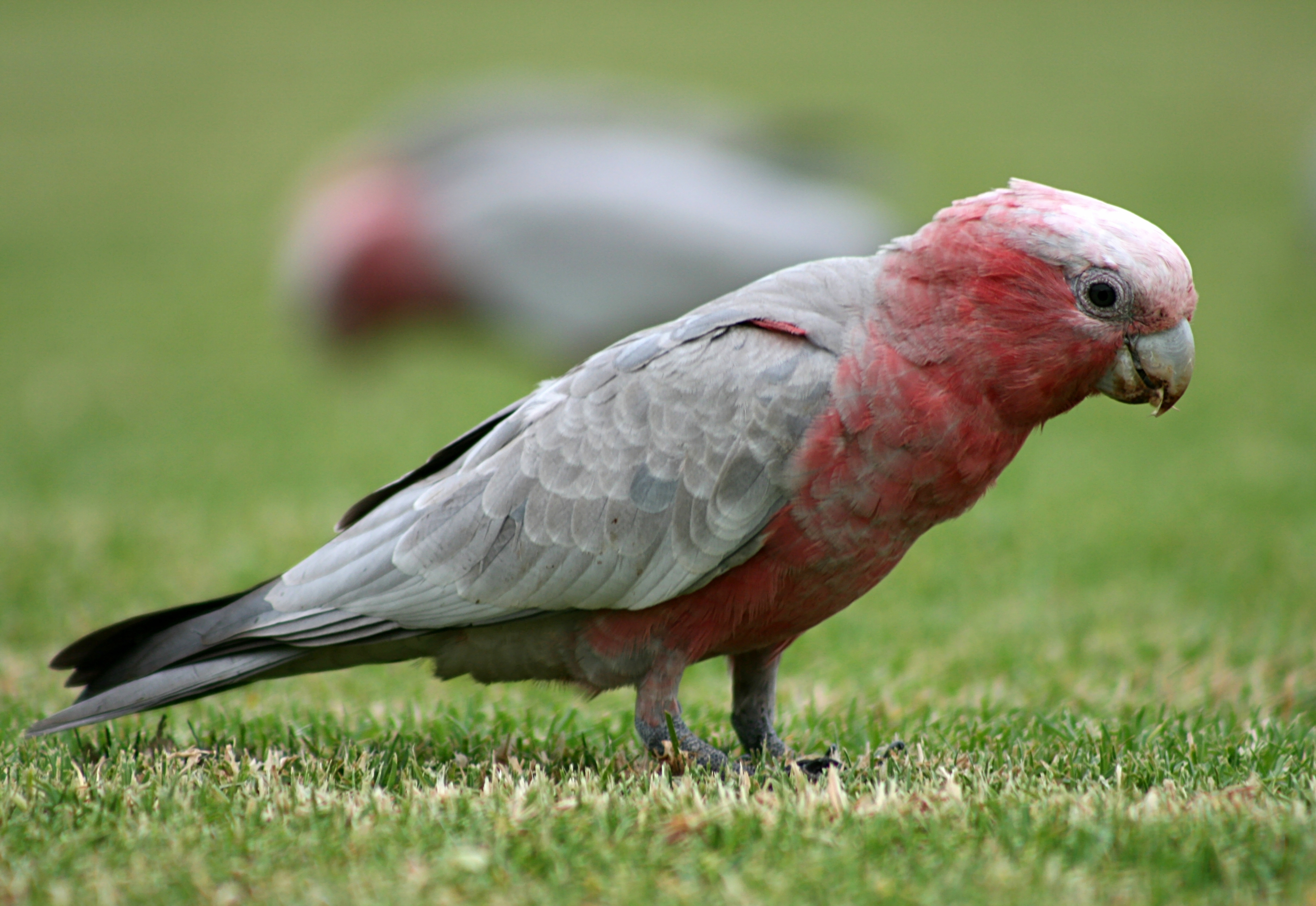
未成年鸚鵡

## 亚种
- Eolophus roseicapilla kuhli，分布在澳大利亚北领地。
- Eolophus roseicapilla roseicapilla，分布在澳大利亚西部和中西部。
- Eolophus roseicapilla albiceps，分布在澳大利亚中东部和东部，南至塔斯马尼亚州。[3]

## 饲养
语言能力尚可。该种容易患上脂肪过多症，所以人工喂养时要加以注意。同许多凤头鹦鹉一样该种如果得不到陪伴容易患上拔羽症。繁殖期随地域变化而有所区别。有时一年可以繁殖两次，每次产卵3枚，孵化期间约23天，公母轮流孵蛋，羽化期7周。